# لاستیک اسفنجی
لاستیک اسفنجی (به انگلیسی: Foam rubber) که با نام‌های لاستیک سلولی، اسفنجی یا منبسط شده نیز شناخته می‌شود؛ به لاستیکی گفته می‌شود که با استفاده از یک ماده کف کننده برای ایجاد یک ساختار ماتریس پر از هوا تولید شده‌است. اسفنج‌های لاستیکی تجاری به‌طور کلی از لاستیک مصنوعی، لاتکس طبیعی یا پلی‌اورتان ساخته می‌شوند. پلی اورتان یک  پلیمر حرارتی است که از ترکیب متیل دی ایزوسیانات و پلی‌اتیلن و برخی دیگر از مواد افزودنی شیمیایی حاصل می‌شود.

## تاریخچه
لاستیک اسفنجی اولین بار در سال ۱۹۲۹ توسط محققان: دانلوپ رابر، شیمی‌دان ادوارد مورفی و اریک اوون تولید شد. در سال ۱۹۳۷ پس از جنگ جهانی دوم، لاستیک مصنوعی جایگزین بسیاری از انواع طبیعی اسفنج شده و برای اولین بار از مواد ایزوسیانات استفاده شد. اسفنج‌های لاستیکی از حدود دهه ۱۹۴۰ برای طیف گسترده‌ای از کاربردهای تجاری مورد استفاده قرار گرفته‌اند.
لاستیک پلی اورتان پلی اتر در دهه ۱۹۵۰ توسط چارلز سی پرایس کشف و ثبت شد. در حال حاضر، اسفنج‌هایی با پایه پلی یورتان بیش از ۹۰٪ از کل بازار پلی اورتان‌ها را تشکیل می‌دهند. بیشترین مقدار پلی اورتان توسط این صنایع مورد استفاده قرار می‌گیرد: ساخت و ساز، حمل و نقل، مبلمان منزل، کاهش صدا و لرزش وهمچنین فرش.

## فرایند ساخت
نرخ پلیمریزاسیون گاهی از چند دقیقه تا چند ثانیه متغیر است. پس برای پلیمرهایی که واکنش سریع دارند و دارای دوره‌های چرخه کوتاه هستند، نیاز به استفاده از ماشین آلات برای مخلوط کردن کامل عوامل واکنش است. در مقابل، پلیمرهای کند ممکن است با دست هم مخلوط شوند، اما در طولانی مدت این کار هم نیازمند به ماشین آلات مخصوص خود است. در نتیجه برنامه‌های صنعتی تمایل به استفاده از ماشین آلات برای مخلوط کردن محصولات دارند. برای پردازش محصول از انواع تکنیک‌ها استفاده می‌شود و فقط به اسپری کردن، جاری کردن و قالب‌گیری محدود نمی‌شود.
- فراهم کردن مواد اولیه: مواد به صورت مایع و جامد معمولاً از طریق راه‌آهن یا کامیون به کارخانه تحویل داده می‌شوند، سپس مواد شیمیایی مایع در داخل مخازن گرم بزرگ نگهداری می‌شوند. در ضمن، اگر در معرض خطر واکنش شیمیایی باشند، مواد باید جدا از یکدیگر نگهداری شوند.
- مخلوط کردن:مقادیر خاصی از مواد شیمیایی در یک مخزن مخلوط می‌شوند، دقیقاً مانند یک مخلوط کن صنعتی. اکثر اسفنج‌های لاستیکی از مواد اولیه شامل ۵۰٪ پلیول، ۴۰٪ پلی ایزوسیانات و ۱۰٪ آب / سایر مواد شیمیایی، تشکیل شده‌اند. هنگامی که به درستی با هم مخلوط شوند، مخلوط بر روی کمربند نقاله ریخته می‌شود تا برای برش آماده شود.
- برش زدن:پس از عمل آوری روی نوار نقاله، اسفنج از طریق یک اره نواری افقی برش داده می‌شود. این اره افقی، قطعات را در اندازه مشخصی بسته به کاربرد آن، به بلوک‌های کوچک‌تر و قابل کنترل تر (به صورت عمومی به طول ۱۲ و عرض ۴ فوت و ضخامت ۶ اینچ) برش می‌دهد.
- پردازش نهایی:پس از برش، اسفنج می‌تواند به فروش برسد یا یک فرایند  لمینیت اعمال شود. در این فرایند لایه اسفنج به تخته اسفنجی سفت و سختی تبدیل می‌کند که به Boardstock معروف است و برای عایق بندی سقف فلزی، عایق کوره و بسیاری دیگر از کالاهای بادوام استفاده می‌شود.

## ویژگی‌های فیزیکی
خصوصیات فیزیکی اصلی لاستیک اسفنجی شامل: "سبکی، شناوری، عملکرد ارتجاعی، عایق حرارتی و صوتی، میرایی ضربه (ضربه گیر) و کاهش هزینه اقتصادی (مقرون بصرفه نسبت به سایر مواد مشابه)" می‌باشد. از فناوری اتصال متقابل در تولید لاستیک اسفنجی، برای بدست آوردن بهترین ویژگی انبساط و سایر خصوصیات فیزیکی ممکن، استفاده می‌شود. این فناوری اتصال عرضی را به عنوان پیوند شیمیایی بین زنجیرهای پلیمری ایجاد می‌کند و برای تولید لاستیک اسفنجی در جهت تثبیت انبساط حباب‌ها، مقاومت بیشتر در برابر فروپاشی گرمایی و بهبود خصوصیات فیزیکی استفاده می‌شود.